# كاتارينا فريتش
كاتارينا فريتش (بالألمانية: Katharina Fritsch)‏ هي نحّاتة ألمانية، ولدت في 14 فبراير 1956 في إسن في ألمانيا.

## وصلات خارجية
- كاتارينا فريتش على موقع مونزينجر (الألمانية)
- كاتارينا فريتش على موقع ديسكوغز (الإنجليزية)